# Jadwiga Szubartowicz
Jadwiga Szubartowicz geb. Skawińska (16. Oktober 1905 in Lublin, Kongresspolen – 20. Juli 2017 ebenda) war eine polnische Supercentenarian und vom 1. August 2015 bis zu ihrem Tod die älteste lebende Polin.

## Leben
Jadwiga Skawińska wurde 1905 in Lublin geboren, das damals Teil von Kongresspolen im Russischen Kaiserreich war (heute in Südostpolen). Als Kind verbrachte sie mehrere Jahre mit ihrer Familie in Sankt Petersburg (damals Petrograd), wo sie im Alter von 12 Jahren die Oktoberrevolution erlebte. Sie absolvierte das Gymnasium der Ursuliner-Schwestern und mit ihrer Schwester ein Studium der Pädagogik.
Während der deutschen Besetzung Polens wurde ihr Bruder verhaftet. Nachdem er für eine Woche im Konzentrationslager Majdanek festgehalten worden war, wurde er freigelassen, wurde aber später von den Deutschen in Krakau verhaftet und in das KZ Buchenwald gebracht, wo er starb. Sie erlebte, wie das Gemälde Schlacht von Grunwald von Jan Matejko in Sicherheit gebracht wurde, um es vor den Deutschen zu verstecken.
1952 heiratete sie den Soldaten Antoni Szubartowicz, einen Veteranen der Schlacht um Monte Cassino.
Am 1. August 2015 wurde sie nach dem Tod von Jadwiga Młynek (1905–2015) zur ältesten lebenden Polin. Der ältere Israel Kristal wurde im heutigen Polen geboren, siedelte aber nach dem Zweiten Weltkrieg nach Israel um. Ihr Alter wurde von der Gerontology Research Group zertifiziert, die ihr Glückwünsche an ihrem 110. Geburtstag schickte, den sie am 16. Oktober 2015 feierte.
Am 7. März 2017, anlässlich des Internationalen Frauentages, präsentierte der Präsident von Lublin, Krzysztof Żuk, ihr die Medaille zum 700. Jahrestag der Stadt. Bei der Feier spielte der Musiker Dariusz Tokarzewski das Lied Dwieście lat (Zweihundert Jahre), eine Variation des polnischen Geburtstagslieds Sto lat (Hundert Jahre).
Im April 2017 wurde sie mit einem offiziellen Besuch von Stanisław Budzik, dem Erzbischof von Lublin, geehrt. „Jadwiga Szubartowicz verstarb friedlich am 20. Juli 2017, nach zwei Uhr nachmittags.“